# Canobbio
Canobbio es una comuna suiza del Cantón del Tesino, situada en el distrito de Lugano, círculo de Vezia. Limita al norte con la comuna de Capriasca, al este con Cadro, al sureste con Lugano, al suroeste con Porza, y al oeste con Comano.

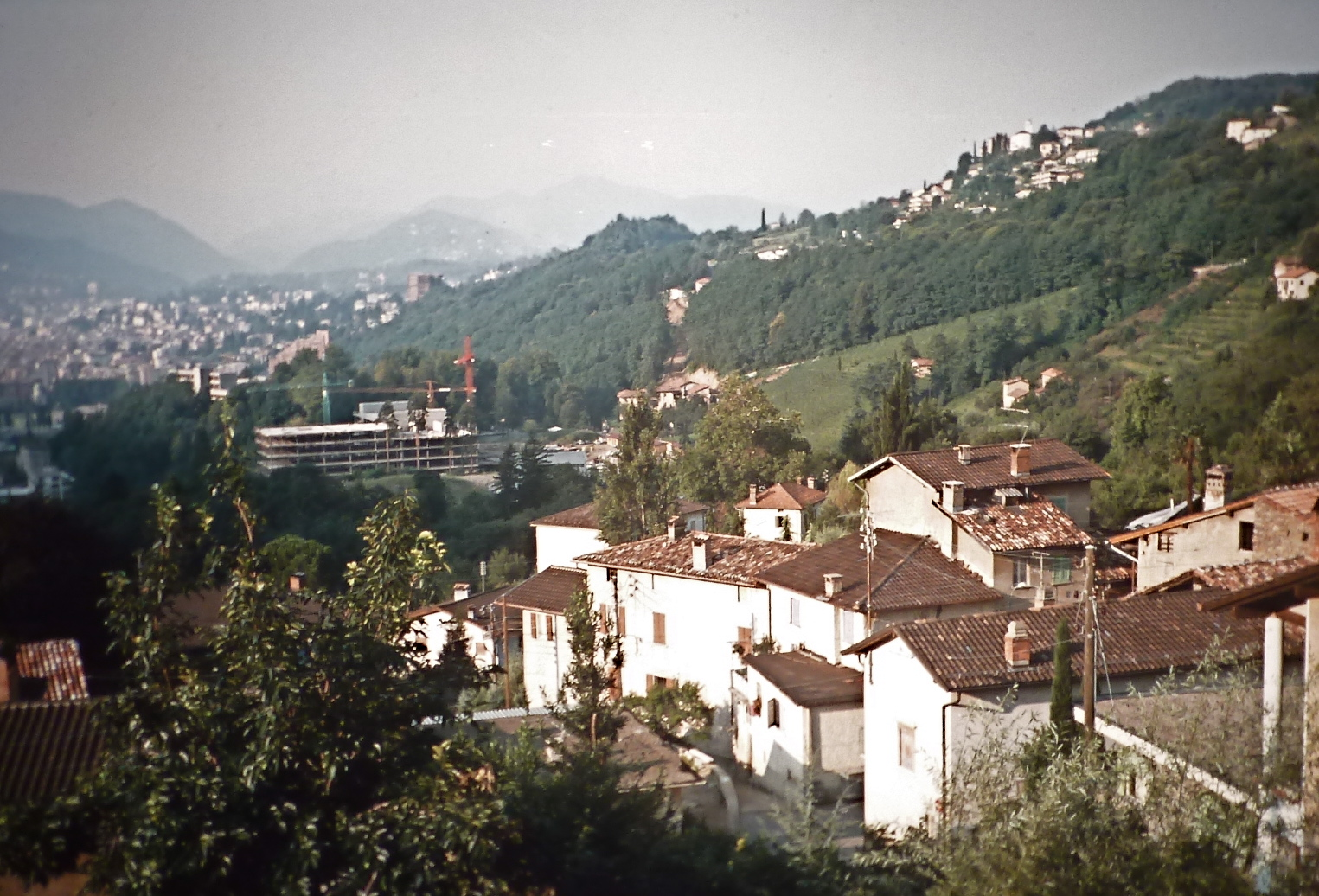
Canobbio en los 70s.